# Hagalunds metrostation
Hagalund (finska: Tapiola) är en metrostation inom Helsingfors metro som togs i bruk år 2017. Den är ändstation för linje M2 och ligger i anslutning 
till köpcentret Ainoa i stadsdelen Hagalund i Esbo. 
Stationen är den enda metrostationen med två våningar och det stora öppna rummet med vita, bakgrundsbelysta  glasväggar vidgar sig mot biljetthallen. I taket finns 108 armaturkupor som också fungerar som akustiska dämpare. Längs underkanten  finns en LED-remsa som belyser kupan invändigt. Sexton av kuporna  är försedda med högtalare för stationsutrop.
Kim Simonssons stora vita skulptur "Emma lämnar ett spår" hälsar resenärerna välkomna till plattformen.